# Мойзебах
Мойзебах (нем. Meusebach) — община в Германии, в земле Тюрингия. 
Входит в состав района Заале-Хольцланд. Подчиняется управлению Хюгелланд/Телер.  Население составляет 93 человека (на 31 декабря 2010 года). Занимает площадь 6,20 км².
Коммуна подразделяется на 22 сельских округа.